# Ayman al-Zawahiri
Ayman Muḥammad Rabīʿ al-Ẓawāhirī (in arabo ايمن محمد ربيع الظواهري‎?; Kafr el-Dawar, 19 giugno 1951 – Kabul, 31 luglio 2022) è stato un terrorista egiziano.
Nato in una notabile famiglia egiziana che annovera magistrati, letterati e medici, Ayman al-Zawahiri, oltre che medico egli stesso, era anche scrittore e poeta. Dal 2011 al 2022 è stato a capo del gruppo terroristico islamico al Qaida in seguito alla morte di Osama bin Laden, dopo essersi impegnato, in un video pubblicato l'8 giugno 2011, a continuare il suo operato.

## Biografia

### Gioventù
Ayman al-Ẓawàhiri nacque a Kafr el-Dawar (governatorato di Buhayra) in un'importante famiglia della borghesia cairota residente nel quartiere di Maadi del Cairo (Egitto). Suo padre era il prof. Muhammad al-Shāfiʿī al-Ẓawàhiri, uno dei più rinomati dermatologi egiziani, suo nonno materno era ʿAbd al-Wahhāb ʿAzzām, uno dei letterati più in vista dell'Egitto monarchico e suo zio materno era ʿAbd al-Raḥmān ʿAzzām Pascià, il primo segretario generale della Lega Araba.
La sua gioventù fu caratterizzata dallo studio. Un suo ritratto è contenuto nell'intervista concessa a Francesco Battistini del Corriere della Sera dalla sorella Heba Mohamed al-Zawàhiri, docente universitaria e oncologa al National Cancer Institute del Cairo. Heba descrive il fratello come un "timido". Suo padre fu un farmacista e suo nonno uno sceicco di al-Azhar, autore di alcune apprezzate pubblicazioni verso l'inizio del XX secolo. Tuttavia gli eventi lo spinsero in una direzione assai più radicale (probabilmente dopo la guerra dei sei giorni del 1967). A 14 anni raggiunse le file dei Fratelli Musulmani ( al-Ikhwān al-Muslimūn ), un gruppo militante di matrice islamica, e divenne uno studente e un seguace di Sayyid Qutb. Al-Ẓawāhirī studiò "comportamento", "psicologia" e "farmacologia" come parte del suo curriculum mirante a conseguire il diploma di laurea in medicina nell'Università del Cairo.

### Militanza fondamentalista
Nel 1979 entrò a far parte del gruppo islamico assai più radicale, definito Jihād, in cui alla fine divenne uno dei principali organizzatori e reclutatori. Fu fra le centinaia di arrestati a seguito dell'assassinio del presidente Anwar al-Sadat, ma le autorità egiziane non furono in grado di dimostrare alcun collegamento fra lui e l'assassinio, tanto da essere rilasciato dopo aver scontato una piccola pena per possesso illegale di armi.
Negli anni ottanta si recò in Afghanistan per partecipare con i Mujāhidīn alla resistenza contro l'occupazione sovietica. Lì incontrò Osāma bin Lāden, che stava costituendo una struttura chiamata Maktab al-Khidamat (MAK, ossia "Ufficio di Servizi"). Entrambi operarono sotto la guida del palestinese ʿAbd Allāh Yūsuf al-ʿAzzām ma quando più tardi il MAK fu chiuso, al-Zawāhirī si unì a Bin Lāden nell'organizzazione del gruppo chiamato al-Qaida (La Base).
Nel 1990 al-Ẓawāhirī ritornò in Egitto, dove proseguì a sospingere l'organizzazione del Jihād Islamico su posizioni sempre più oltranziste, mettendo a frutto l'esperienza cumulata in Afghanistan. Nel 1996 era considerato la più credibile minaccia e il più letale terrorista in grado di colpire gli USA nei suoi interessi. Un avviso emanato a quel tempo - di cui però non si ha traccia documentabile - avrebbe specificato che l'attentato suicida sarebbe stata la più probabile forma di attacco organizzata contro gli interessi statunitensi.
Alla fine del 1996, al-Ẓawāhirī fu arrestato in Daghestan e incarcerato in Russia per 6 mesi dai Servizi Federali per la Sicurezza dopo aver provato apparentemente a reclutare combattenti "jihadisti" in Cecenia. Secondo il portavoce di tale Servizio, Sergei Ignatchenko, "Aveva quattro passaporti, con quattro diversi nomi e quattro diverse attestazioni di cittadinanza. Abbiamo cercato di condurre una verifica in ognuna di queste nazioni ma non è stato possibile avere nessuna conferma su di lui. Non potevamo trattenerlo per sempre e così lo abbiamo portato al confine con l'Azerbaigian e lo abbiamo rilasciato". Nel 1997 fu ritenuto responsabile del massacro di 62 turisti stranieri nella città egiziana di Luxor, per il quale ricevette una condanna a morte in contumacia nel 1999 da un tribunale militare egiziano.
Il 23 febbraio 1998 emise con Osāma bin Lāden una fatwā dal titolo "Il Fronte Islamico Mondiale contro gli ebrei e i crociati", un importante passo per ampliare il fronte della loro lotta su scala globale. Il 25 settembre 2001, l'Interpol emise un ordine di arresto a carico di al-Ẓawāhirī in risposta agli attacchi terroristici dell'11 settembre a New York e Washington, contro il World Trade Center e il Pentagono.
Il 10 ottobre 2001 al-Zawàhiri comparve in una prima lista redatta dall'FBI statunitense sui 22 terroristi maggiormente ricercati dall'FBI, comunicata al pubblico dal Presidente degli USA George W. Bush. Nel dicembre 2001 al-Ẓawāhirī pubblicò il libro Fursan Taht Rayat al Nabi (in italiano Cavalieri sotto la bandiera del Profeta), in cui esponeva l'ideologia di al-Qaida: estratti in inglese di esso sono disponibili online.
A seguito dell'invasione statunitense dell'Afghanistan, dove sia al-Zawàhiri rimane non chiarito. Sembra che egli possa stare con Bin Lāden nella regione frontaliera fra l'Afghanistan e il Pakistan. Il 3 dicembre 2001, attacchi aerei sono stati condotti per colpire un insieme di caverne vicino a Jalalabad. La moglie di al-Zawàhiri, ʿAzza, e i loro tre figli si dice siano morti in tali attacchi. Nel maggio del 2004, il governo pakistano annunciò che egli si era arreso nell'"area tribale" montagnosa al confine pakistano-afghano, insieme a 50-100 irriducibili combattenti di al-Qaida.
Malgrado vi fossero state perdite significative, non fu scoperta alcuna traccia riconducibile alla sua persona. Si crede ora che egli non sia mai stato presente nella zona o che sia fuggito alla trappola tesagli non appena avviati i combattimenti. Il 13 gennaio 2006, la CIA lanciò un attacco aereo su Damadola, un villaggio pakistano presso la frontiera afghana, dove si credeva che si trovasse al-Zawàhiri. L'attacco aereo uccise otto uomini, cinque donne e cinque bambini, ma non al-Zawàhiri; molte delle vittime furono inumate senza essere identificate.
Funzionari governativi anonimi statunitensi affermarono che alcuni militanti stranieri di al-Qaida furono uccisi e il governo dell'area tribale di Bajaur confermarono che almeno quattro di essi risultassero fra i caduti nell'azione. Proteste anti-americane esplosero in tutto il Paese e il governo pakistano condannò l'attacco USA e la perdita di vite innocenti. Il 30 gennaio un nuovo video fu fatto circolare in cui si mostrava al-Ẓawāhirī illeso. Il video parlava dell'attacco aereo ma non rivelava se al-Ẓawāhirī fosse stato presente nel villaggio in quei momenti.
Il 3 marzo 2008, pubblica sul Net il libro al-Tabrīʾa (l'assoluzione): una risposta alle critiche del suo sodale, Imam al-Sharīf, ora terrorista islamista pentito e incarcerato al Cairo. Questo libro costituisce la più recente dichiarazione ufficiale di al-Qaida. A partire dal 16 giugno 2011 fino alla sua morte era a capo di al-Qaida in seguito alla morte di Osama bin Laden, ucciso dal commando dei Navy SEAL.

### Video messaggi
- Ai primi di settembre del 2003 un video mostra al-Ẓawāhirī e Bin Lāden che camminano insieme, come pure un audiotape fatto avere alla rete televisiva del Qatar al-Jazīra.
- Un altro video è consegnato il 9 settembre 2004, in cui si preannunciano nuovi attacchi.
- Il 4 agosto 2005, compare in un video attaccando Tony Blair e la politica estera del suo governo sull'attentato alla metropolitana di Londra del 7 luglio 2005.
- Il 1º settembre 2005 il network televisivo al-Jazīra manda in onda un videomessaggio di Mohammed Sidique Khan, uno degli attentatori della metropolitana londinese. Il suo messaggio è seguito da un altro video di al-Ẓawāhirī, che attacca ancora Blair per l'attentato alla metropolitana di Londra.
- Il 7 dicembre 2005 un'intervista di 40 minuti che risale a settembre è messo su Internet preceduto da un video di lunghezza non verificabile. Vedere sotto per il collegamento.
- 6 gennaio 2006, al-Ẓawāhirī dice che il piano del presidente statunitense Bush di far rientrare truppe dall'Iraq significa che Washington è stata sconfitta in quel Paese. Al-Ẓawāhirī si dice abbia detto: «Bush, devi confessare che sei stato sconfitto in Iraq e in Afghanistan e che lo sarai presto in Palestina». Al-Ẓawāhirī inviò anche le sue condoglianze al popolo del Pakistan, colpito dal catastrofico terremoto del 2005 in Kashmir.
- 30 gennaio 2006 - In un video mandato in onda da Al-Jazeera, si burla di Bush e lo chiama il "Macellaio di Washington". Il video prova anche che egli non è stato ucciso in un recente attacco aereo in Pakistan. Al-Ẓawāhirī promette che il prossimo attacco terroristico colpirà il suolo statunitense.  CNN Transcript.
- 27 aprile 2006 - Il numero due di al-Qaida, Ayman al-Zawāhirī, dice che la branca irachena della rete del terrore ha avuto successo nel 'colpire le spalle' del corpo militare USA con centinaia di attacchi dinamitardi suicidi, in un video che è stato l'ultimo di una serie di nuovi messaggi dei leader di al-Qaida.
- 9 giugno 2006 - In un video messo in onda dalla rete televisiva Al-Jazeera, elogia il lavoro del capo di al-Qaida in Iraq, Abū Musʿab al-Zarqāwī nel momento in cui questi è stato ucciso in un bombardamento con due ordigni da 500 libbre ciascuno in una villetta isolata a Baʿqūba (Iraq). Nel successivo comunicato annuncia l'attuazione di un imminente attacco terroristico sia a New York che a Londra.
- 7 luglio 2006 - Un anno dopo gli attentati ai treni di Londra, al-Ẓawāhirī rivela che due degli attentatori suicidi erano stati addestrati da al-Qaida.
- 27 luglio 2006 - al-Ẓawāhirī esprime tutto il suo sostegno ai rivoltosi della Striscia di Gaza e del Libano del Sud.[7]
- Aprile 2011 - sollecita i musulmani a combattere la NATO e gli USA in Libia in seguito alla loro aggressione militare contro lo Stato africano.

### Taglia offerta dagli USA
- Il Dipartimento di Stato statunitense offrì una taglia fino a 25 milioni di dollari per informazioni in grado di condurre direttamente alla cattura o alla condanna di Ayman al-Ẓawāhirī. Era ricercato dal 7 agosto 1998 per le bombe collocate nelle ambasciate statunitensi di Dar es Salaam (Tanzania) e di Nairobi (Kenya).

### Uccisione
Al-Zawahiri è stato ucciso dai droni statunitensi il 31 luglio 2022 mentre, secondo indiscrezioni, era ospite in una casa di proprietà dell'aiutante di uno dei maggiori esponenti dei talebani, Sirajuddin Haqqani.
Il portavoce talebano Zabihullah Mujahid ha condannato l'azione USA contro il capo di Al-Qaeda, definendola una violazione dei princìpi internazionali.
Dal canto suo, il segretario di Stato statunitense Antony Blinken ha invece sottolineato il fatto che l'aver dato ospitalità e rifugio a Kabul al capo di al-Qaida Ayman al Zawahiri rappresenta una violazione degli accordi di Doha.